# Jean Bergonié
Jean Alban Bergonié (Casseneuil, 1 de outubro de 1857 – Bordeaux, 2 de janeiro de 1925) foi um oncologista francês.
O Instituto Bergonié, um centro regional de pesquisas sobre o câncer, foi fundado por ele.
Foi incluído no Monumento da Radiologia em Hamburgo em 1936.